# Château du Bernstein
Pour les articles homonymes, voir Bernstein.
Le château du Bernstein est un château fort, de nos jours en ruine, construit sur une crête granitique qui domine la commune de Dambach-la-Ville, dans le Bas-Rhin. Il est situé à 562 m d'altitude.
Il fait l’objet d’une inscription au titre des monuments historiques depuis le 12 décembre 1932.

## Étymologie
La légende nous rapporte que le château aurait été construit sur le rocher où logeait une famille d'ours, d'où son nom. En effet, Bernstein (ou Bärenstein) signifie littéralement rocher aux ours (de Bär, ours et Stein, rocher).

## Historique
Le château est l'une des plus anciennes forteresses d'Alsace, voire la plus ancienne. Il est cité pour la première fois vers 1009. Les ruines actuelles sont bien postérieures et datent de la fin du XIIe ou du début du XIIIe siècle.
Le Bernstein appartenait à l'origine aux comtes d'Eguisheim-Dabo, landgraves de Basse-Alsace. La première mention du château remonte à Modèle:Hugues IV d'Eguisheim alors qu'il soutenait l'empereur Henri II contre l'évêque de Metz. Pour mieux la protéger, le comte y amena sa femme, Heilwige, mère du pape Léon IX. Le château fut alleu des Eguisheim-Dabo de 1144 à 1225.
Le comte Albert II, s'allie à Otton IV aux côtés de son parent Conrad II de Hunebourg, évêque de Strasbourg, dans le conflit qui l'oppose à Philippe de Souabe pour l'élection au titre d'empereur romain germanique. L'édifice originel fut probablement détruit à la fin du XIIe siècle par Philippe, lors d'une expédition punitive. Les comtes d'Eguisheim l'ont, par la suite, reconstruit et remanié dans les volumes que nous lui connaissons actuellement.
Les deux fils d'Albert II de Dabo-Moha décèdent au cours d'un tournoi organisé par le comte de Flandre, Baudouin IV. Sa fille, Gertrude de Dabo, mariée à Thiébaud Ier de Lorraine, devint donc la seule héritière. C'est ainsi que Bernstein échut dans les possessions du duc de Lorraine à la mort du comte, en 1211.
À la mort de Gertrude de Dabo en 1225, la forteresse fut l'objet de vives querelles. En effet, en dépit de trois mariages, elle ne donna le jour à aucun enfant. Soutenu par l'évêque de Strasbourg, Simon de Sarrebruck (Sigismond von Leinigen), comte de Linange et troisième mari de Gertrude, occupa le château. Mais finalement, l'évêque, révoquant sa protection, s'empara de Bernstein au terme d'un siège d'un mois en l'an 1227. Bernstein fut officiellement octroyé à l'évêché par la Paix de 1236 avec l'assentiment de l'empereur Frédéric II.
Le château sortit ruiné de cet épisode. L'évêque le restaura soigneusement et en fit le siège d'un vaste bailliage épiscopal dont l'administration fut confiée à un gouverneur.
À la fin du XIVe siècle, l'édifice servit de résidence aux évêques Jean de Lichtenberg de 1354 à 1365 et Lambert de Burne en 1374.
En 1421, des mercenaires strasbourgeois l'investirent avec l'appui des bourgeois de Dambach lors de la guerre de Dachstein. En 1422, la Paix de Spire le rendit à l'évêché. Les Armagnacs l'ignorèrent en 1444. Lors des révoltes du Bundschuh, il servit de refuge aux paysans insurgés.
À la fin du XVIe siècle, l'évêque acheta la ville de Benfeld et y transféra le siège de son bailliage en 1580. Le château fut déserté et resta à l'abandon. Il fut pillé et incendié par les Suédois en 1632. Lors de la période révolutionnaire le château servit d'exutoire aux paysans des environs et fut vendu en tant que bien national.

## Évolution architecturale
Les premières constructions sur le site de Bernstein datent probablement de la préhistoire. Il en subsiste l'actuel mur d'enceinte nord. Il s'agit d'un mur de pierres sèches suivant scrupuleusement la bordure faîtière de la terrasse.
En se référant aux usages de l'époque, le château cité vers 1009 devait être une construction réalisée essentiellement en bois.
Les vestiges actuels du château présentent une grande homogénéité, il a cependant fait l'objet d'ajouts et de remaniements au fil des siècles.
L'essentiel de la forteresse a été édifiée en plusieurs campagnes de construction entre la fin du XIIe et le premier tiers du XIIIe siècle. La partie la plus ancienne est le haut château (donjon, logis seigneurial et tour romane). Par la suite, ont été construits le bas château puis les ouvrages avancés (cour avant, pont-levis, jardin et tour d'angle).
Bien plus tard, le logis a été transformé de sorte à créer un fossé au pied du donjon, la tour romane a été rehaussée et le bastion édifié. L'absence de fouilles et le mauvais état des vestiges ne permettent pas de dater précisément les travaux. On peut néanmoins les situer aux alentours du XIVe siècle.
Pour s'adapter aux progrès de l'artillerie, la tour sainte-Marguerite a été construite dans l'angle nord-ouest du bas château vers la fin du XVe siècle. À la même époque, le fossé du donjon a été transformé en citerne. Les murs ceignant la cour haute ont également été rehaussés à cette époque.

## Description

Plan du château du Bernstein.

La forteresse est entièrement construite en granite. Les ruines nous étant parvenues sont assez bien conservées. L'édifice prend assise sur une arête granitique à deux niveaux. Ceci délimite clairement trois parties distinctes, à savoir le haut château situé sur l'arête supérieure ouest, le bas château situé sur l'arête inférieure Est, et enfin les ouvrages avancés s'appuyant sur la face sud du rocher.

### Le haut château
Le haut château est la partie la plus ancienne de la forteresse, mais également la mieux conservée. Il ne manque, en effet, que quelques rangées de pierres. D'ouest en est le haut château s'articule en plusieurs éléments : le donjon, la citerne, le logis seigneurial, la tour romane et la barbacane haute.
Le donjon pentagonal fait face à la montagne du Dachfirst et se présente comme un bouclier. Ses vestiges sont d'une hauteur approximative de 18 mètres. Au XIXe siècle ses créneaux étaient encore parfaitement visibles. L'intérieur du donjon est encore accessible actuellement, ce qui permet de constater l'exiguïté des lieux. On en déduit que la fonction du donjon était purement militaire. Tout au plus, le niveau inférieur pouvait-il servir de cachot. Le donjon présente deux meurtrières sur sa face sud, une porte orientée à l'est à 11 m du sol environ et des latrines sur la face nord au même niveau. L'accès au donjon se faisait par une passerelle abritée et escamotable depuis les combles du logis.
Le logis seigneurial ou palas comporte deux étages. Le premier niveau était percé, à l'origine, de dix meurtrières, quatre donnant vers le sud et les six autres vers le nord. Les meurtrières de l'ouest du logis ont été condamnées lors de l'aménagement de la citerne. Le portail d'accès se trouve à l'est. Le second niveau abritait la salle d'apparat et diverses pièces d'habitation. La façade sud est percée de quatre fenêtres géminées à l'est et de cinq fenêtres simples à l'ouest. Les fenêtres sont toutes en plein cintre. Le mur est comporte également une fenêtre géminée à la verticale du portail. Le meneau comportait deux ours sculptés. Difficile, en revanche, de décrire les ouvertures vers le nord à l'exception d'une embrasure du côté de la tour romane. En effet, le mur nord du second niveau a en quasi-totalité disparu.
Une tour, appelée « tour romane », se dresse dans l'angle nord-est du haut château. Elle s'élevait sur quatre niveaux. Le premier d'entre eux est situé légèrement en contrebas du logis. Son plafond est plus élevé que celui des autres pièces (environ 5 mètres). Le mur est est percé d'une meurtrière. Le deuxième niveau devait être une pièce plus somptueuse dans le mesure où elle comportait une voûte d'ogives et des murs percés sur les quatre côtés par une fenêtre géminée vers l'est, une fenêtre simple vers le nord et le sud et enfin une porte en plein cintre vers l'ouest. Il est probable que la voûte ait été détruite lors de l'élévation ultérieure de la tour. La maçonnerie du troisième niveau est différente de celle des niveaux inférieurs. L'accès aux trois niveaux se faisait à partir du logis. Les restes du quatrième niveau présentent des traces de créneaux. On constate également une porte supplémentaire, plus tardive, permettant un accès aux combles du logis. La tour romane semble, enfin, avoir abrité la chapelle castrale.
L'est du haut château est occupé par la barbacane haute qui occupe l'espace entre les deux tours. Elle est actuellement encombrée par d'importants remblais. L'escalier d'accès entre les parties basse et haute du château la traverse d'est en ouest. Deux terrasses de surfaces inégales sont situées de part et d'autre de l'escalier. Dans l'angle nord-est, un escalier permettait l'accès vers la tour Sainte-Marguerite. Le mur de soutènement est comporte une meurtrière permettant de surveiller le bas château. Le mur nord a visiblement été surélevé lors d'aménagements ultérieurs. Les percements dans le mur adjacent de la tour romane, les restes d'une ouverture rectangulaire au nord ainsi que des corbeaux sous-jacents laissent imaginer la présence d'un étage prolongé par un petit édifice en encorbellement sur l'enceinte. La barbacane pouvait donc avoir trois niveaux.
Une citerne de récupération des eaux de pluie a été aménagée entre le donjon et le corps de logis.

### Le bas château
Le bas château se présente actuellement comme un espace d'environ 40 mètres d'ouest en est sur 13 mètres du nord au sud. Peu de vestiges subsistent de l'époque médiévale. L'angle nord-est est actuellement occupé par les ruines d'un pavillon de chasse du XIXe siècle.
L'angle nord-ouest est occupé par la tour sainte-Marguerite. À en juger par sa localisation et sa structure, sa fonction était essentiellement défensive : elle permettait de surveiller la porte d'entrée du bas château. La tour, de forme rectangulaire, est percée de meurtrières, adaptées aux armes à feu, situées en quinconce sur les façades est et sud. Deux accès permettait l'accès à la tour : l'un sur la façade sud, situé à 6,50 mètres du sol et pourvu d'un pont-levis, constituait le débouché d'un escalier perpendiculaire à l'escalier principal. L'autre, sur la façade ouest, donnait sur la barbacane haute. Au droit de la tour, une poterne permettait le passage vers l'extérieur nord. Certains auteurs placent la chapelle castrale dans la tour du bas château.
D'autres bâtiments formant le corps de logis existaient dans la cour, tant sur le mur nord que le mur sud. Au vu des traces restantes, ils s'élevaient sur deux étages. On relève cependant que leur premier niveau était aveugle du côté du mur d'enceinte. Certaines fenêtres subsistent dans la partie orientale de la cour : elles sont simples ou géminées, en plein cintre ou rectangulaires. En revanche, l'état de la ruine n'est pas suffisant pour en déduire l'agencement des ouvertures dans la partie occidentale.

### Les ouvrages avancés
Les ouvrages avancés se situent au pied du haut château à l'angle sud-est de l'éperon rocheux. Ils comprennent d'est en ouest trois parties principales : le bastion, le jardin et la cour avant.
Le bastion présente un mur incurvé vers l'extérieur du château. Au sud-est se dressait une tour d'angle. Celle-ci constituait la seule protection de l'accès au puits avant la construction du bastion au XVe siècle.
Le jardin prolonge le bastion. Son mur sud s'élève sur un soubassement rocheux pouvant atteindre plusieurs mètres. À l'est, au droit du bastion, un passage permet l'accès vers le fossé nord. L'entrée du passage vers le puits souterrain se situe dans l'angle sud-ouest : un portail roman donnait accès au puits via un passage vouté de 9,20 mètres de long, permettant d'atteindre une source située au pied du rocher sur lequel le château est construit. Cette galerie souterraine (XIIIe siècle), pour partie taillée dans le roc, pour partie maçonnée, s'éclairait par quatre ouvertures ménagées dans la voûte.
La cour avant est la partie la mieux conservée parmi les ouvrages avancées. Cette cour constitue l'accès unique au château. Dans la partie est, on distingue clairement le portail roman. Celui-ci était doté d'un pont-levis et d'une poterne rectangulaire au sud. Au nord du portail un mur séparait la cour avant du jardin. Il est percé d'une porte et d'une meurtrière. Les restes de corbeaux et d'arc en pierres permettent de déduire la présence d'un chemin de ronde. Par un étroit couloir d'environ vingt mètres sur cinq, la cour avant mène au portail du bas château.
La forteresse disposait également d'un mur d'enceinte. La partie nord est encore parfaitement visible quoique très ruinée. En parcourant le chemin de ronde sud, le visiteur remarque la présence d'un alignement de pierres affleurant le sol dans la continuité du mur nord. On peut ainsi imaginer que le mur d'enceinte se prolongeait également sur la face sud.

## Analyse militaire
Dans sa conception, le château du Bernstein présente une défense parfaite. L'emplacement naturel est particulièrement favorable : la forteresse est construite sur un éperon rocheux qui, cumulé au terrain environnant, offre un important dénivelé sur pratiquement tout son pourtour. L'architecture militaire est, quant à elle, particulièrement ingénieuse : un épais bouclier pentagonal, pointé dans le sens de l'attaque, masque et protège toutes les dépendances construites en enfilade.
Mis en situation, l'édifice comporte d'importants points faibles. L'éperon rocheux, et donc le château, pointe vers une colline voisine – vers l'est –, mais non du côté de l'attaque. En effet, les assaillants trouvent un terrain plus favorable au sud-est. Par ailleurs, l'approvisionnement en eau provient d'un puits situé à l'extérieur des deux parties principales (haut et bas châteaux). Préserver cet accès à l'eau condamne toute idée de construction d'un fossé d'enceinte à cet endroit et rend les ouvrages avancés d'autant plus vulnérables.
Ces éléments expliquent sans doute les adaptations ultérieures du château, à savoir la construction du bastion et l'aménagement d'une citerne au pied du donjon. Les évolutions de l'armement, et notamment l'apparition des canons, ont finalement rendu le château obsolète. À la fin du XVIe siècle, le Bernstein avait perdu son importance stratégique et militaire et fut donc abandonné.
À quelques kilomètres au sud, se dresse une autre forteresse, l'Ortenberg qui présente de grandes similitudes. Construit entre 1262 et 1269, il semble avoir été inspiré par l'architecture du Bernstein tout en tirant parti de son expérience.

## Les vestiges actuels

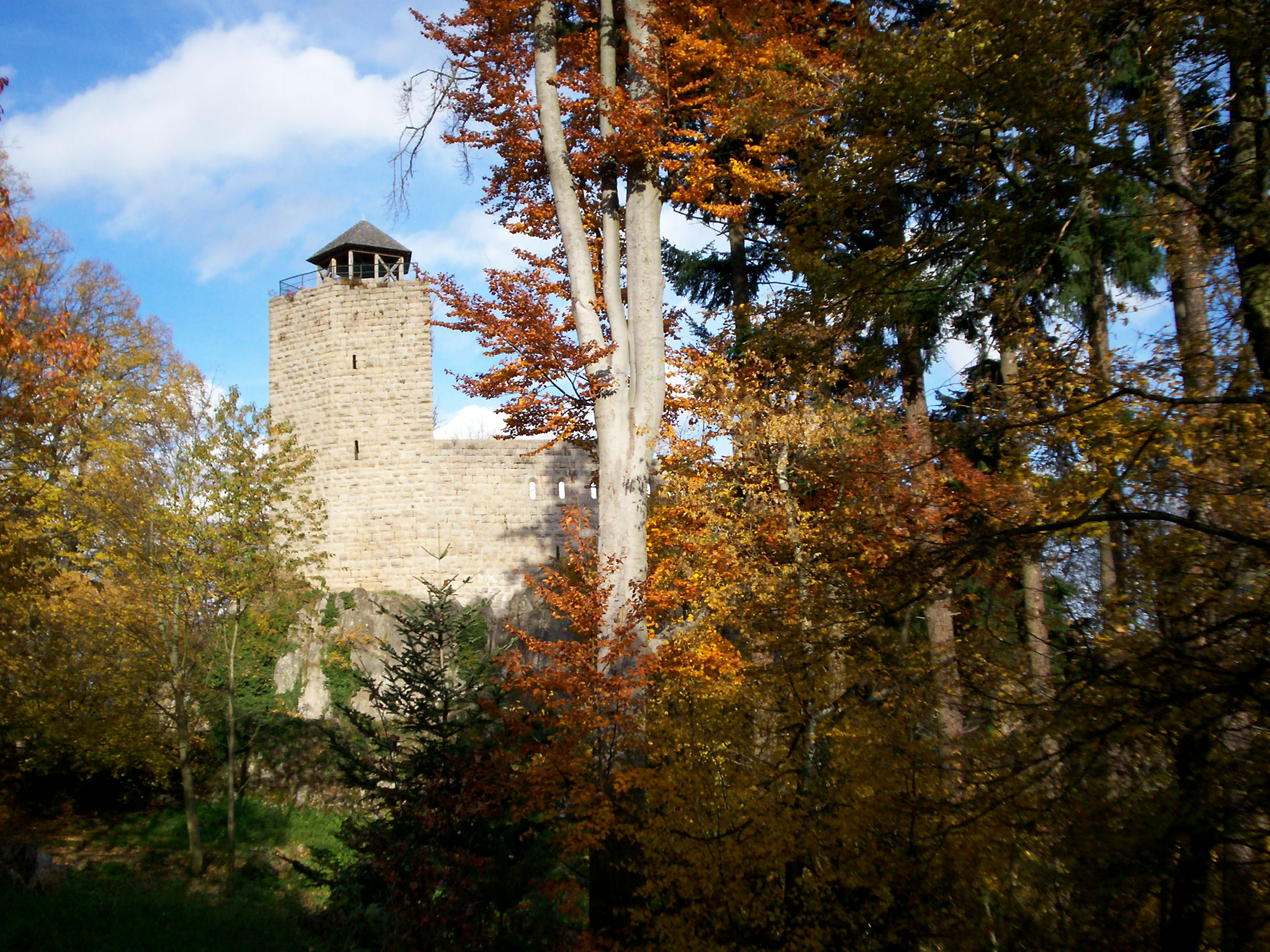
Donjon pentagonal.
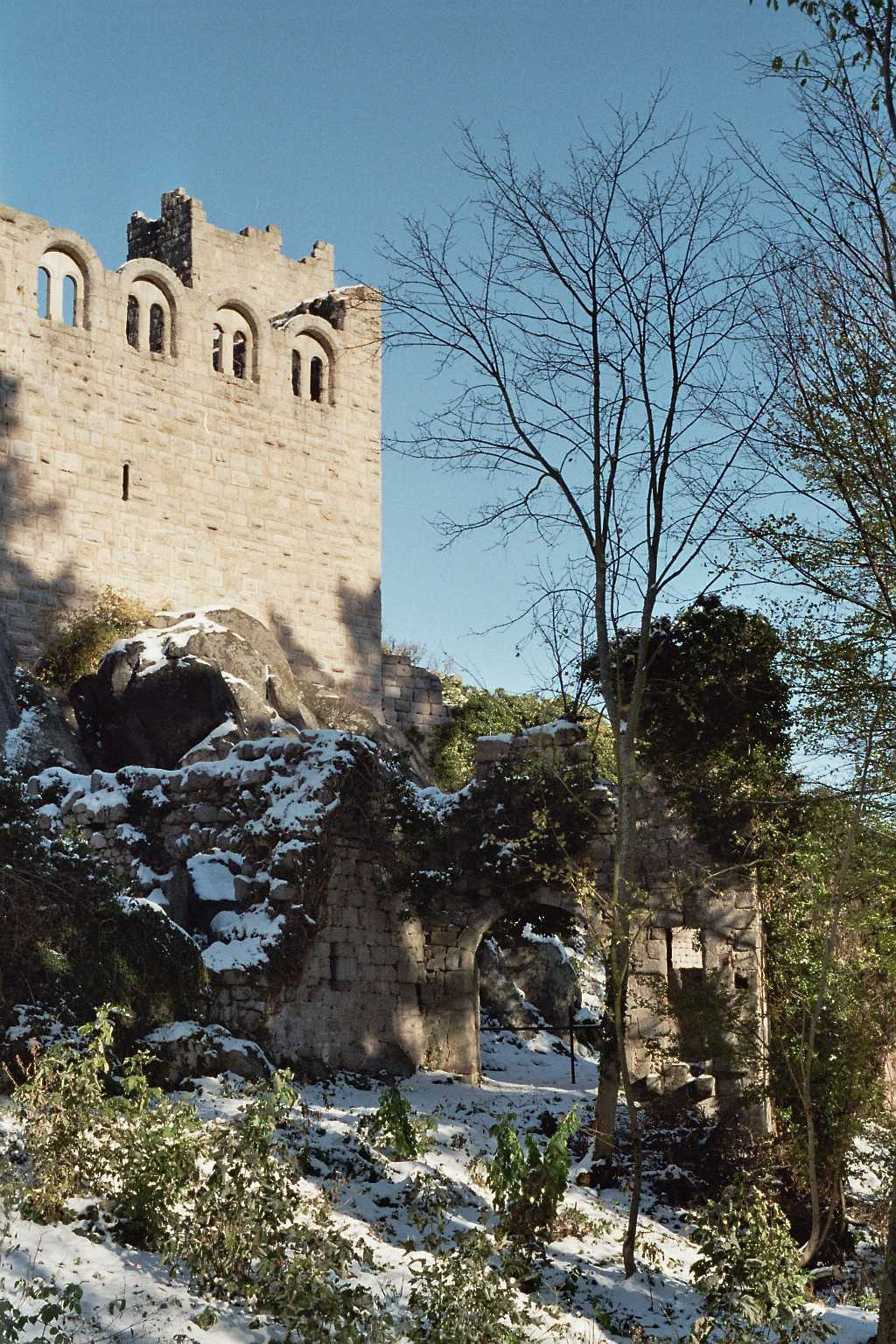
Baies à remplage du logis - à droite : bastion d'entrée - à l'arrière : tour du XIIIe.
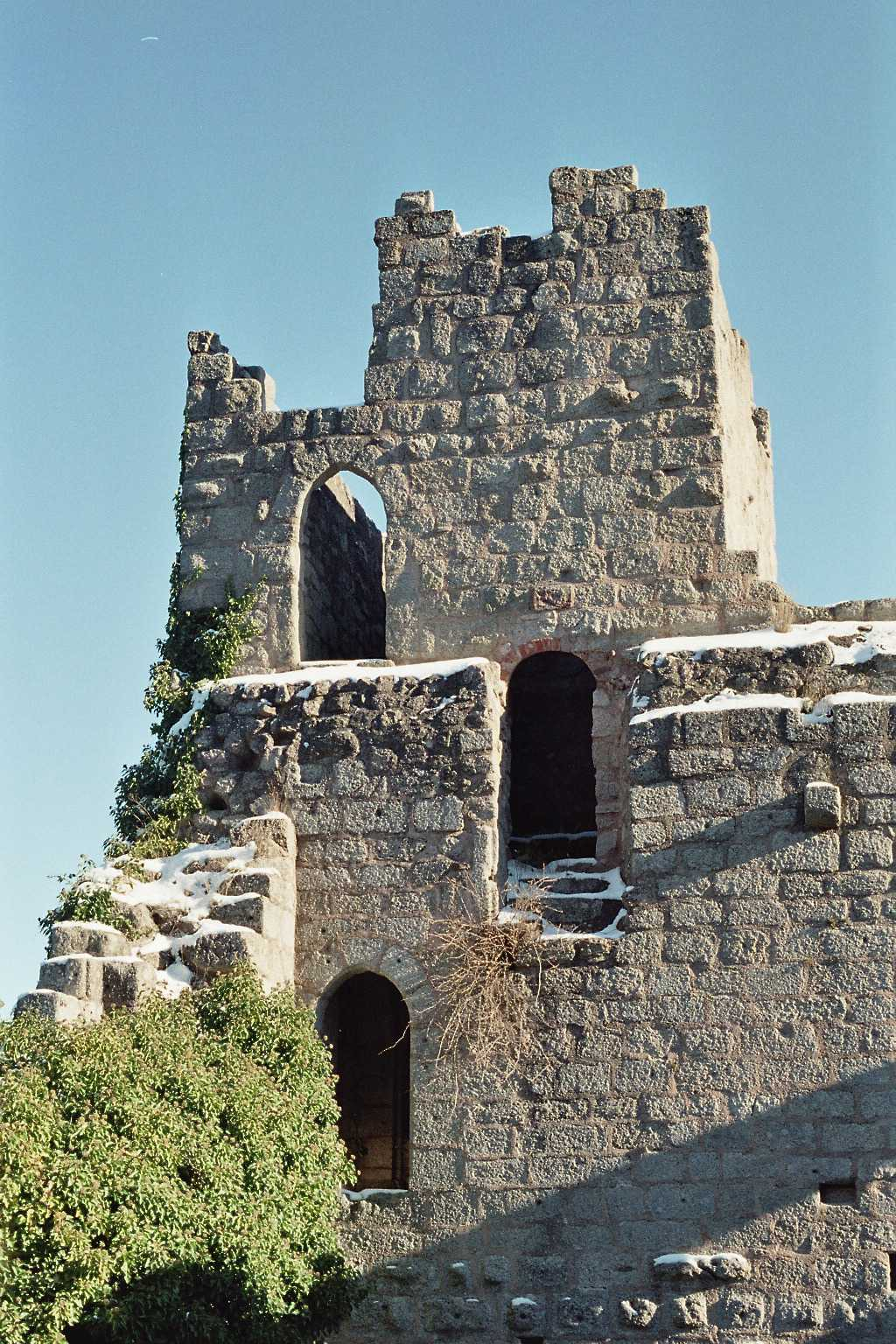
Tour attenante au logis.

Les vestiges actuellement visibles datent de plusieurs époques :
- préhistoire : mur d'enceinte nord ;
- XIIe – XIIIe siècle : donjon-bouclier pentagonal, logis seigneurial, tour romane, murs extérieurs du bas château, enceinte basse avec portail, puits souterrain ;
- XVe siècle : bastion d'entrée (à l'état de traces), tour sainte-Marguerite.

## Légendes et anecdotes
La chronique situe, par ailleurs, à Bernstein des épisodes, plus anecdotiques mais non dénuées de piquant, mêlant chevalerie, loyauté, félonie et ruse…

### Le frère félon
Le comte de Dabo, seigneur de Bernstein, accompagna l'empereur Conrad III à la deuxième croisade (1147-1149). En son absence, il confia à son frère l'administration de son fief ainsi que la protection de sa fille. Celui-ci chassa cependant sa nièce du château, et elle trouva refuge comme servante dans une auberge de Dambach. Le comte parvint à s'échapper du siège de Damas en 1149, et s'en retourna tel un miséreux sur ses terres. L'aubergiste refusa qu'il s'acquitte de son repas en vertu d'une recommandation à la compassion envers les indigents édictée par le seigneur de Bernstein, parti en croisade. Le comte se fit alors reconnaître et les habitants du village se joignirent à lui pour l'aider à reprendre son fief.

### Une évasion rocambolesque
En 1212, le duc Ferry II fit emprisonner en raison de son inconduite sa nièce, Adélaïde, fille naturelle et maîtresse de son frère Mathieu. À la mort de Ferry, en 1213, Mathieu chargea son écuyer Otto de Rosheim de libérer la belle. Ce dernier, fit allumer à la nuit tombée, des feux sur un promontoire situé au sud du château. Quand l'alerte fut donnée, l'ensemble de la garnison se précipita hors du château pour circonscrire les incendies. Otto profita du pont-levis laissé abaissé pour délivrer la jeune femme et s'enfuir par la poterne nord.

### L'épouse fidèle
Il fut un seigneur de Bernstein qui prétexta d'un voyage pour vérifier la fidélité de son épouse. Dans les faits, il se cacha dans les environs. Déguisé, il grimpa de nuit jusqu'à la fenêtre de sa dame, croyant surprendre l'adultère. Bien fidèle, sa femme s'éveilla en sursaut et sentit son honneur menacé. Se saisissant d'une épée, elle occis le rôdeur ne se rendant compte que trop tard de la méprise. Désespérée et culpabilisée par la mort de son mari, elle mourut de chagrin. La légende prétend que par des nuits silencieuses, l'on peut voir passer une calèche de cristal enfermant le couple malheureux et poursuivie par une meute de chiens diaboliques.

### Iconographie
- Matthäus Merian : Topographia Alsatiae (1663)
- Schoepflin : Alsatia Illustrata (1761)
- Schweighauser et Golbéry (1828)
- Braun : L'alsace photographiée (1859)

#### Documents spécifiques
- Jean-Marie Gall, Le Bernstein, étude d'un site, Bulletin de la Société d'histoire et d'archéologie de Dambach-la-Ville - Barr - Obernai, 1970(no 4)
- Jean-Marie Gall, « Le Bernstein, étude d'un site », dans Bulletin de la Société d'histoire et d'archéologie de Dambach-la-Ville - Barr - Obernai (no 4, 1970)
- Raphaël Bouillon, Dambach-la-Ville, des origines à nos jours, dans Dambach-la-Ville, Strasbourg, éd. Coprur, 1983
- Susann Gemünd et Christian Lamboley, Peut-on sauver Bernstein ?, 1984Étude de faisabilité
- Charles-Laurent Salch, Bernstein et les donjons pentagonaux, Strasbourg, Castrum Europe, Châteaux-forts d’Europe, mars 1999 (ISSN 1253-6008, lire en ligne)Éditions du Centre d'étude des châteaux-forts, n° 9

#### Ouvrages généraux
- A. Durlewanger, Les Châteaux forts d'Alsace, Strasbourg, éd. Mars et Mercure, 1972
- Jean Braun, Circuit des châteaux forts d'Alsace, Ingersheim, collection Delta 2000, éd. SAEP, 1978
- Bernhard Pollmann, Vosges : 50 randonnées sélectionnées dans les Vosges lorraines et alsaciennes, Munich, éd. Rother, 2003
- Charles-Laurent Salch, Dictionnaire des châteaux et des fortifications du moyen âge en France, Strasbourg, Editions Publitotal, 4ème trimestre 1979, 1287 p. (ISBN 2-86535-070-3)Dambach-la-Ville, Berstein, p. 407
- Charles-Laurent Salch, Nouveau Dictionnaire des Châteaux Forts d'Alsace, Ittlenheim, alsatia, Conception et réalisation Lettrimage, 1991, 384 p. (ISBN 2-7032-0193-1)Bernstein, pp. 39 à 43, Dessins de relevés et d'illustration sont de Walter Herrmann, André Lerch, Christian Rémy. Images de synthèse de Fabien Postif et Photos de Dominique Martinez
- Dominique Toursel-Harster, Jean-Pierre Beck, Guy Bronner, Dictionnaire des monuments historiques d’Alsace, Strasbourg, La Nuée Bleue, 1995, 663 p. (ISBN 2-7165-0250-1)Dambach-la-Ville : Ruines du château Bernstein, p. 110
- Patrimoine : l'État veille et surveille ses 22 châteaux, par Cécile Poure, France 3 Régions
- Encyclopédie de l'Alsace, éd. Publitoral, Strasbourg, 1982